# Коломієць Олег Валерійович
Олег Валерійович Коломієць (нар. 19 червня 1989) — Заслужений майстер спорту України з гирьового спорту, Заслужений тренер України, Майстер спорту України міжнародного класу. Керівник Відокремленого підрозділу громадської організації "АСОЦІАЦІЯ ГИРЬОВОГО СПОРТУ УКРАЇНИ" у Полтавській області (Код ЄДРПОУ 44944724 )

## Біографія
Олег Коломієць народився 19 червня 1989 року. 
Батько — Коломієць Валерій Дмитрович, мати — Коломієць Таїсія Олексіївна, дружина - Коломієць Світлана Серіївна, діти - Владислав та Ярослав.
За декларацією про доходи за 2016р. спортсмен-інструктор спортивної команди спортивного клубу Національної гвардії України.
У 2016 році отримав звання Заслужений майстер спорту України, після Чемпіонату світу м. Актобе (Казахстан) де переміг самого титулованого спортсмена Російської збірної - Антона Анасенко.
25.02.2020 року відбулося відкриття секції гирьового спорту в Комунальній установі "Спортивне товариство "Карлівка" Карлівської міської ради, заняття в якій проводять Олег Коломієць та Микола Ткаченко. 
З 07.04.2021 співвласник торгової марки "Полтавський еталон". Проживає в селі Климівка Карлівського району Полтавської області.
Обраний депутатом Карлівської міської ради Полтавського району Полтавської області на позачергових виборах депутатів Карлівської міської ради Полтавського району Полтавської області 31 жовтня 2021 року від політичної партії "Українці". 

## Рекорди
| Номер в Реєстрі спортивних рекордів з визнаних в Україні видів спорту | Вид спорту     | Вагова категорія Вікова група | Дисципліна            | Спортивний рекорд України | Вага гирь, кг | Змагання, на яких встановлено рекорд                                       |
| --------------------------------------------------------------------- | -------------- | ----------------------------- | --------------------- | ------------------------- | ------------- | -------------------------------------------------------------------------- |
| ІІ/01/2016                                                            | Гирьовий спорт | 85 кг Дорослі                 | Поштовх довгим циклом | 64 підйоми                | 32            | Чемпіонат світу з гирьового спорту 2016, Актобе, Казахстан, 26 - 30 жовтня |
| ІІ/01/2016                                                            | Гирьовий спорт | 85 кг Дорослі                 | Двоборство (поштовх)  | 124 підйоми               | 32            | Чемпіонат світу з гирьового спорту 2016, Актобе, Казахстан, 26 - 30 жовтня |
| ІІ/01/2016                                                            | Гирьовий спорт | 85 кг Дорослі                 | Двоборство (ривок)    | 192 підйоми               | 32            | Чемпіонат світу з гирьового спорту 2016, Актобе, Казахстан, 26 - 30 жовтня |
| ІІ/01/2016                                                            | Гирьовий спорт | 85 кг Дорослі                 | Двоборство (сума)     | 220 очок                  | 32            | Чемпіонат світу з гирьового спорту 2016, Актобе, Казахстан, 26 - 30 жовтня |

## Нагороди
Справжня кількість здобутих нагород може дещо відрізнятись від встановленої на основі відкритих джерел.

### Виступи на Чемпіонатах та Кубках Європи з гирьового спорту[11][12][13][14]
| Вага гирі, кг                                            | Вагова категорія | Вікова група | Місце і результат | Місце і результат | Місце і результат     | Місце і результат | Місце і результат        | Місце і результат           | Місце і результат    |
| Вага гирі, кг                                            | Вагова категорія | Вікова група | Поштовх           | Ривок             | Поштовх довгим циклом | Двоборство        | Триборство               | Естафета класична (поштовх) | Естафета довгий цикл |
| -------------------------------------------------------- | ---------------- | ------------ | ----------------- | ----------------- | --------------------- | ----------------- | ------------------------ | --------------------------- | -------------------- |
| ЧЄ 2024, Париж, Франція, 18 - 20 квітня                  |                  |              |                   |                   |                       |                   |                          |                             |                      |
| 32                                                       | 85               | Дорослі      | 125               | 207               | 79                    |                   | 694                      | 56                          |                      |
| ЧЄ 2023, Нафпліон, Греція, 21-23 квітня                  |                  |              |                   |                   |                       |                   |                          |                             |                      |
| 32                                                       | 85               | Дорослі      | 125               | 203               | 77                    |                   | 684                      | 37                          |                      |
| КЄ 2022, Острув-Великопольський, Польша, 4 - 6 листопада |                  |              |                   |                   |                       |                   |                          |                             |                      |
| 32                                                       | 85               | Дорослі      | 118               | 204               | 74                    | 220               |                          |                             |                      |
| КЄ 2021, Гарлява, Литва, 2 - 5 липня                     |                  |              |                   |                   |                       |                   |                          |                             |                      |
| 32                                                       | 85               | Дорослі      |                   |                   | 70                    | 218               | Абсолютний чемпіон (7,8) | 39                          |                      |
| ЧЄ 2020, Нествед, Данія, 27 вересня - 5 жовтня           |                  |              |                   |                   |                       |                   |                          |                             |                      |
| 32                                                       | 85               | Дорослі      |                   |                   |                       |                   |                          | 1                           |                      |
| КЄ 2019, Париж, Франція, 28 червня - 1 липня             |                  |              |                   |                   |                       |                   |                          |                             |                      |
| 32                                                       | 85               | Дорослі      |                   |                   | 60                    |                   |                          |                             | 24                   |
| ЧЄ 2019, Штольберг, Німеччина, 30 травня - 2 червня      |                  |              |                   |                   |                       |                   |                          |                             |                      |
| 32                                                       | 85               | Дорослі      | 115               | 167               | 66                    | 198,5             |                          |                             |                      |
| ЧЄ 2018, Кечкемет, Угорщина, 10 - 14 травня              |                  |              |                   |                   |                       |                   |                          |                             |                      |
| 32                                                       | 85               | Дорослі      |                   |                   | 66                    | 204,5             |                          |                             |                      |
| КЄ 2017, Вексфорд, Ірландія, 20 - 24 липня               |                  |              |                   |                   |                       |                   |                          |                             |                      |
| 32                                                       | 85               | Дорослі      | 3                 | 3                 | 3                     | 3                 | 3                        | 2                           |                      |
| ЧЄ 2017, Дауґавпілс, Латвія, 11 - 15 травня              |                  |              |                   |                   |                       |                   |                          |                             |                      |
| 32                                                       | 85               | Дорослі      | 108               | 175               | 62                    | 195,5             |                          |                             |                      |
| ЧЄ 2016, Гдиня, Польща, 11 - 15 травня                   |                  |              |                   |                   |                       |                   |                          |                             |                      |
| 32                                                       | 85               |              |                   |                   |                       | 212,5             |                          |                             |                      |
| ЧЄ 2015                                                  | 78               | Срібло       |                   |                   |                       |                   |                          |                             |                      |
| ЧЄ 2014                                                  | 78               | Срібло       |                   |                   |                       |                   |                          |                             |                      |
| ЧЄ 2013                                                  | 78               | Срібло       |                   |                   |                       |                   |                          |                             |                      |
| ЧЄ 2011                                                  | 78               | Срібло       |                   |                   |                       |                   |                          |                             |                      |

### Виступи на Чемпіонатах світу[11][12][13][14][16]
| Вага гирі, кг                                 | Вагова категорія | Вікова група | Місце і результат | Місце і результат | Місце і результат     | Місце і результат | Місце і результат | Місце і результат           | Місце і результат    |
| Вага гирі, кг                                 | Вагова категорія | Вікова група | Поштовх           | Ривок             | Поштовх довгим циклом | Двоборство        | Триборство        | Естафета класична (поштовх) | Естафета довгий цикл |
| --------------------------------------------- | ---------------- | ------------ | ----------------- | ----------------- | --------------------- | ----------------- | ----------------- | --------------------------- | -------------------- |
| 2024, Корфу, Греція, 10 - 13 жовтня           |                  |              |                   |                   |                       |                   |                   |                             |                      |
| 32                                            | 85               | Дорослі      | 120               | 184               | 72                    |                   | 640               |                             | 3                    |
| 2023, Резекне, Латвія, 07 - 10 грудня         |                  |              |                   |                   |                       |                   |                   |                             |                      |
| 32                                            | 85               | Дорослі      | 120               | 205               | 79                    |                   | 682               |                             |                      |
| 2021, Будапешт, Угорщина, 21 - 25 жовтня      |                  |              |                   |                   |                       |                   |                   |                             |                      |
| 32                                            | 85               | Дорослі      | 124               | 202               |                       | 225               |                   |                             |                      |
| 2019, Novi Sad, Serbia, 6 – 11 листопада      |                  |              |                   |                   |                       |                   |                   |                             |                      |
| 32                                            | 85               | Дорослі      |                   |                   | 74                    | 222               |                   |                             |                      |
| 2018, Даугавпілс, Латвія, 10 - 15 жовтня      |                  |              |                   |                   |                       |                   |                   |                             |                      |
| 32                                            | 85               | Дорослі      | 121               | 164               | 69                    | 203               |                   |                             | 2                    |
| 2017, Сеул, Південна Корея, 15 - 19 листопада |                  |              |                   |                   |                       |                   |                   |                             |                      |
| 32                                            | 85               | Дорослі      |                   |                   |                       | 215,5             |                   | 52                          |                      |
| 2016, Актобе, Казахстан, 26 - 30 жовтня       |                  |              |                   |                   |                       |                   |                   |                             |                      |
| 32                                            | 85               | Дорослі      |                   |                   | 64                    | 220               |                   |                             |                      |
| 2014, Гамбург, Німеччина, 20 - 24 листопада   |                  |              |                   |                   |                       |                   |                   |                             |                      |
| 32                                            | 78               | Дорослі      |                   |                   |                       | 201,5             |                   |                             |                      |
| 2013, Тюмень, Росія, 20 - 24 листопада        |                  |              |                   |                   |                       |                   |                   |                             |                      |
| 32                                            | 85               | Дорослі      | 110               | 168               |                       | 194               |                   |                             |                      |
| 2012                                          |                  |              |                   |                   |                       |                   |                   |                             |                      |
| 32                                            | 78               | 2            | 2                 | 2                 | 2                     | 2                 | 2                 | 2                           | 2                    |
| 2011, NEW-YORK, USA, 16 - 19 вересня          |                  |              |                   |                   |                       |                   |                   |                             |                      |
| 32                                            | 78               |              | ,                 | ,                 | ,                     | ,                 | ,                 | ,                           | ,                    |
| 2010, Tampere, Finland, 11 - 15 листопада     |                  |              |                   |                   |                       |                   |                   |                             |                      |
| 32                                            | 78               |              | 1                 | 1                 | 1                     | 1                 | 1                 | 1                           | 1                    |

## Досягнення підопічних на міжнародних змаганнях

### World Championship 2024, Corfu, Greece, 10-13 October
|         | Прізвище та ім'я     | Вага гирі, кг | Вагова категорія | Рік народження | Вікова група | Місце і результат | Місце і результат | Місце і результат | Місце і результат | Місце і результат | Місце і результат    | Місце і результат | Місце і результат |
| Поштовх | Прізвище та ім'я     | Вага гирі, кг | Вагова категорія | Рік народження | Вікова група | Ривок             | Двоборство        | Довгий цикл       | Триборство        | Р-12              | Естафета довгий цикл | Естафета ппоштовх |                   |
| ------- | -------------------- | ------------- | ---------------- | -------------- | ------------ | ----------------- | ----------------- | ----------------- | ----------------- | ----------------- | -------------------- | ----------------- | ----------------- |
| 1       | Шкіль Єгор           | 32            | 63               | 2005           | U-23         |                   |                   |                   | 33                |                   |                      |                   |                   |
| 2       | Свириденко Олександр | 32            | 68               | 2004           | U-23         |                   |                   |                   |                   |                   |                      | 1                 |                   |
| 3       | Гурзан Станіслав     | 32            | 73               | 2006           | U-23         |                   |                   |                   | 45                |                   |                      |                   |                   |
| 4       | Дуленко Артем        | 32            | 85               | 2002           | U-23         | 102               | 155               | 180               |                   |                   |                      | 1                 |                   |
| 5       | Улько Максим         | 32            | 85               | 2004           | U-23         |                   |                   |                   | 26                |                   |                      |                   |                   |
| 6       | Коломієць Валерій    | 32            | 95               | 2007           | U-23         | 90                | 191               | 186               |                   |                   |                      |                   |                   |
| 7       | Остапчук Євгеній     | 32            | 63               | 1997           | Adults       | 89                | 96                | 137               | 43                | 403               |                      |                   |                   |
| 8       | Свириденко Олександр | 32            | 68               | 2004           | Adults       | 100               | 147               | 174               | 69                | 554               |                      |                   |                   |
| 9       | Улько Максим         | 32            | 85               | 2004           | Adults       |                   |                   |                   | 26                |                   |                      |                   | 3                 |
| 10      | Дуленко Артем        | 32            | 85               | 2002           | Adults       | 102               | 155               | 180               |                   |                   |                      |                   |                   |
| 11      | Тимофієв Геннадій    | 32            | 95               | 1996           | Adults       | 113               | 154               |                   | 66                | 578               |                      |                   |                   |
| 12      | Ткаченко Микола      | 32            | 95+              | 1984           | Adults       |                   |                   |                   |                   |                   |                      |                   | 1                 |
| 13      | Ткаченко Микола      | 24            | 95+              | 1984           | Veterans     |                   |                   |                   |                   |                   |                      |                   | 1                 |
|         | Всього: 21 , 4 , 2   |               |                  |                |              |                   |                   |                   |                   |                   |                      |                   |                   |

### European Chamionship 2024, Paris, France, 18 - 20 April[14]
|         | Прізвище та ім'я     | Вага гирі, кг | Вагова категорія | Рік народження | Вікова група | Місце і результат | Місце і результат | Місце і результат | Місце і результат | Місце і результат | Місце і результат    | Місце і результат | Місце і результат |
| Поштовх | Прізвище та ім'я     | Вага гирі, кг | Вагова категорія | Рік народження | Вікова група | Ривок             | Двоборство        | Довгий цикл       | Триборство        | Р-12              | Естафета довгий цикл | Естафета ппоштовх |                   |
| ------- | -------------------- | ------------- | ---------------- | -------------- | ------------ | ----------------- | ----------------- | ----------------- | ----------------- | ----------------- | -------------------- | ----------------- | ----------------- |
| 1       | Лось Артем           | 16            | 68               | 2008           | U-16         | 170               | 238               | 289               |                   |                   |                      |                   |                   |
| 2       | Онищенко Григорій    | 16            | 68+              | 2008           | U-16         | 172               |                   |                   |                   |                   | 312                  |                   |                   |
| 3       | Власенко Тимофій     | 16            | 53               | 2009           | U-16         | 100               | 173               |                   | 76                | 601               |                      |                   |                   |
| 4       | Козубська Анна       | 12            | 58+              | 2010           | U-16         |                   | 228               |                   | 116               |                   |                      |                   |                   |
| 5       | Калініченко Ліля     | 12            | 58+              | 2010           | U-16         | 139               | 165               | 221,5             |                   |                   |                      |                   |                   |
| 7       | Гурзан Станіслав     | 24            | 68               | 2006           | U-18         |                   |                   |                   | 73                |                   | 253                  |                   |                   |
| 6       | Ожищенко Микита      | 24            | 73               | 2007           | U-18         | 120               | 183               | 211,5             |                   |                   |                      |                   |                   |
| 8       | Коломієць Валерій    | 24            | 78+              | 2007           | U-18         |                   |                   |                   | 83                |                   |                      |                   |                   |
| 9       | Зуєва Катерина       | 16            | 63               | 2006           | U-18         | 67                | 199               | 166,5             |                   |                   |                      |                   |                   |
| 10      | Шкіль Єгор           | 32            | 63               | 2005           | U-23         |                   |                   |                   | 45                |                   | 155                  |                   |                   |
| 11      | Дуленко Артем        | 32            | 85               | 2002           | U-23         | 115               | 151               | 190,5             |                   |                   |                      | 26                | 39                |
| 12      | Свириденко Олександр | 32            | 68               | 2004           | U-23         |                   |                   |                   |                   |                   |                      | 26                | 38                |
| 13      | Коломієць Валерій    | 32            | 95               | 2007           | U-23         | 75                | 178               |                   |                   |                   |                      |                   |                   |
| 14      | Улько Максим         | 32            | 85               | 2004           | U-23         |                   |                   |                   | 32                |                   |                      | 2                 | 38                |
| 15      | Остапчук Євгеній     | 32            | 63               | 1997           | Adults       | 96                | 108               | 150               | 47                | 441               |                      |                   |                   |
| 16      | Шкіль Єгор           | 32            | 63               | 2005           | Adults       | 68                |                   |                   |                   |                   |                      |                   |                   |
| 17      | Свириденко Олександр | 32            | 68               | 2004           | Adults       | 80                | 141               | 150,5             | 56                | 469               |                      |                   |                   |
| 18      | Дуленко Артем        | 32            | 85               | 2002           | Adults       | 115               |                   | 190,5             |                   |                   |                      |                   |                   |
| 19      | Тимофієв Геннадій    | 32            | 95               | 1996           | Adults       | 125               | 211               | 230,5             | 64                | 653               |                      |                   |                   |
|         | Всього: 48 , 4 , 1   |               |                  |                |              |                   |                   |                   |                   |                   |                      |                   |                   |

### European Cup 2022, 27 Oct - 1 Nov 2022, Ostrów Wielkopolski, Poland
|         | Прізвище та ім'я   | Вага гирі, кг | Вагова категорія | Рік народження | Вікова група | Місце і результат | Місце і результат | Місце і результат | Місце і результат |
| Поштовх | Прізвище та ім'я   | Вага гирі, кг | Вагова категорія | Рік народження | Вікова група | Ривок             | Двоборство        | Довгий цикл       |                   |
| ------- | ------------------ | ------------- | ---------------- | -------------- | ------------ | ----------------- | ----------------- | ----------------- | ----------------- |
| 1       | Улько Максим       | 32            | 73               | 2004           | Adults       |                   |                   |                   | 26                |
| 2       | Остапчук Євгеній   | 32            | 63               | 1997           | Adults       | 62                | 100               | 112               |                   |
| 3       | Тимофієв Геннадій  | 32            | 78               | 1996           | Adults       | 101               | 202               |                   |                   |
| 4       | Дуленко Артем      | 32            | 85               | 2002           | Adults       | 94                | 133               | 160,5             | 52                |
| 5       | Приліпко Владислав | 32            | 95               | 2003           | Adults       | 45                | 73                | 81,5              |                   |

### WORLD CHAMPIONSHIP OF KETTLEBELL LIFTING 2022, 27 Oct - 1 Nov 2022
|         | Прізвище та ім'я     | Вага гирі, кг | Вагова категорія | Рік народження | Вікова група | Місце і результат | Місце і результат | Місце і результат |
| Поштовх | Прізвище та ім'я     | Вага гирі, кг | Вагова категорія | Рік народження | Вікова група | Ривок             | Двоборство        |                   |
| ------- | -------------------- | ------------- | ---------------- | -------------- | ------------ | ----------------- | ----------------- | ----------------- |
| 1       | Зуєва Катерина       | 12            | 53               | 2006           | U-16         | 122               | 230               | 237               |
| 2       | Свириденко Олександр | 24            | 63               | 2004           | U-18         | 129               | 228               | 243               |
| 3       | Улько Максим         | 24            | 73               | 2004           | U-18         | 71                | 180               | 161               |

### Чемпіонат світу 2021Будапешт,Угорщина, 21 - 25 жовтня
|         | Прізвище та ім'я     | Вага гирі, кг | Вагова категорія | Рік народження | Вікова група | Місце і результат | Місце і результат | Місце і результат | Місце і результат | Місце і результат     | Місце і результат |
| Поштовх | Прізвище та ім'я     | Вага гирі, кг | Вагова категорія | Рік народження | Вікова група | Ривок             | Двоборство        | Довгий цикл       | Естафета поштовх  | Поштовх довгим циклом |                   |
| ------- | -------------------- | ------------- | ---------------- | -------------- | ------------ | ----------------- | ----------------- | ----------------- | ----------------- | --------------------- | ----------------- |
| 1       | Свириденко Олександр | 32            | 63               | 2004           | U-22         | 90                | 145               | 162,5             |                   |                       |                   |
| 2       | Дуленко Артем        | 32            | 85               | 2002           | U-22         | 96                | 146               | 169               | 46                |                       |                   |
| 3       | Улько Максим         | 32            | 73               | 2004           | U-22         | 33                | 60                | 63                |                   | 2                     | 3                 |
| 4       | Ткаченко Микола      | 32            | 95+              | 1984           | Adults       | 55                | 160               | 135               | 53                |                       |                   |
| 5       | Величко Ярослав      | 32            | 73               | 1998           | Adults       |                   |                   |                   | 55                |                       |                   |
| 6       | Остапчук Євгеній     | 32            | 63               | 1997           | Adults       | 90                | 104               | 142               |                   |                       |                   |

### Чемпіонат світу 2019, Нові Сад, Сербія, 6 - 11 листопада
|         | Прізвище та ім'я  | Вага гирі, кг | Вагова категорія | Рік народження | Вікова група | Місце і результат | Місце і результат | Місце і результат | Місце і результат |
| Поштовх | Прізвище та ім'я  | Вага гирі, кг | Вагова категорія | Рік народження | Вікова група | Ривок             | Двоборство        | Естафета поштовх  |                   |
| ------- | ----------------- | ------------- | ---------------- | -------------- | ------------ | ----------------- | ----------------- | ----------------- | ----------------- |
| 1       | Тимофієв Геннадій | 32            | 78               | 1996           | Дорослі      | 106               | 188               | 200,0             |                   |
| 2       | Остапчук Євгеній  | 32            | 63               | 1997           | U-22         | 77                | 73                | 113,5             | 39                |
| 3       | Кривенко Ігор     | 32            | 68               | 1997           | U-22         | 70                | 82                | 111,0             |                   |
| 4       | Дуленко Артем     | 32            | 85               | 2002           | U-22         | 82                | 75                | 119,5             |                   |

### Чемпіонат світу 2018,Даугавпілс,Латвія, 10 - 15 жовтня
|         | Прізвище та ім'я | Вага гирі, кг | Вагова категорія | Рік народження | Вікова група | Місце і результат | Місце і результат | Місце і результат | Місце і результат    |   |
| Поштовх | Прізвище та ім'я | Вага гирі, кг | Вагова категорія | Рік народження | Вікова група | Ривок             | Двоборство        | Естафета поштовх  | Естафета довгий цикл |   |
| ------- | ---------------- | ------------- | ---------------- | -------------- | ------------ | ----------------- | ----------------- | ----------------- | -------------------- | - |
| 1       | Остапчук Євгеній | 32            | 63               | 1997           | Adults       | 82                | 90                | 127               |                      |   |
| 1       | Остапчук Євгеній | 32            | 63               | 1997           | U-22         | 82                | 90                | 127               | 2                    | 2 |
| 2       | Кривенко Ігор    | 32            | 68               | 1997           | U-22         | 73                | 80                | 113               | 2                    |   |

## Трансляції змагань з гирьового спорту
| Змагання                                               | Відеопосилання                                                           | Час      | Локація          | Вправа, результат |
| ------------------------------------------------------ | ------------------------------------------------------------------------ | -------- | ---------------- | --- |
| Чемпіонат Європи 2016 Гдиня, Польща, 11 - 15 травня    | Поштовх [Архівовано 28 вересня 2021 у Wayback Machine.]                  |          | 4 поміст         | Поштовх |
| Чемпіонат України 02-05.09.2021 м. Київ                | день перший [Архівовано 6 жовтня 2021 у Wayback Machine.]                | 1:21:00  | 1 поміст 4 зміна | Двоборство, поштовх гир 32 кг з результатом 127 підйомів                                                             |
| Чемпіонат України 02-05.09.2021 м. Київ                | день перший [Архівовано 6 жовтня 2021 у Wayback Machine.]                | 3:49:00  | 1 поміст 4 зміна | Двоборство, ривок |
| Чемпіонат України 02-05.09.2021 м. Київ                | день другий [Архівовано 6 жовтня 2021 у Wayback Machine.]                | 44:00    | 1 поміст 4 зміна | Поштовх довгим циклом гирь 32 кг, 72 підйоми                                                                         |
| Чемпіонат України 02-05.09.2021 м. Київ                | день другий [Архівовано 6 жовтня 2021 у Wayback Machine.]                | 2:30:00  | 4 поміст         | Естафета довгим циклом. у складі збірної Полтавської області разом з Білоус Віталій, Сушко Ярослав, Ткаченко Микола. |
| Кубок Європи 2021 Гарлява, Литва 2 - 5 липня           | Трансляція 03 липня 2021 [Архівовано 6 жовтня 2021 у Wayback Machine.]   | 7:35:20  | 4 поміст         | Двоборство, поштовх з результатом 112 підйомів                                                                       |
| Кубок Європи 2021 Гарлява, Литва 2 - 5 липня           | Трансляція 03 липня 2021 [Архівовано 6 жовтня 2021 у Wayback Machine.]   | 8:51:30  | 4 поміст         | Двоборство, ривок з результатом 212 підйомів                                                                         |
| Кубок Європи 2021 Гарлява, Литва 2 - 5 липня           | Трансляція 03 липня 2021 [Архівовано 6 жовтня 2021 у Wayback Machine.]   | 9:51:20  | 2 поміст         | Естафета класична |
| Кубок Європи 2021 Гарлява, Литва 2 - 5 липня           | Трансляція 03 липня 2021 [Архівовано 6 жовтня 2021 у Wayback Machine.]   | 10:16:15 |                  | Нагородження, двоборство, 1 місце у ваговій категорії 85 кг                                                          |
| Кубок Європи 2021 Гарлява, Литва 2 - 5 липня           | Трансляція 03 липня 2021 [Архівовано 6 жовтня 2021 у Wayback Machine.]   | 10:21:00 |                  | Нагородження, естафета класична, 2 місце                                                                             |
| Кубок Європи 2021 Гарлява, Литва 2 - 5 липня           | Трансляція 04 липня 2021 [Архівовано 15 вересня 2021 у Wayback Machine.] | 4:18:00  | 2 поміст         | Поштовх довгим циклом з результатом 70 підйомів                                                                      |
| Кубок Європи 2021 Гарлява, Литва 2 - 5 липня           | Трансляція 04 липня 2021 [Архівовано 15 вересня 2021 у Wayback Machine.] | 5:06:30  |                  | Нагородження за 1 місце                                                                                              |
| Кубок Європи 2021 Гарлява, Литва 2 - 5 липня           | Трансляція 04 липня 2021 [Архівовано 15 вересня 2021 у Wayback Machine.] | 7:21:00  |                  | Оголошується абсолютним чемпіоном Кубка Європи                                                                       |
| Чемпіонат світу 2021 Будапешт, Угорщина 22 - 24 жовтня | 22.10.2021 частина 1                                                     | 4:00:35  | 2 поміст         | Двоборство, поштовх, 124 підйоми, 32 кг                                                                              |
| Чемпіонат світу 2021 Будапешт, Угорщина 22 - 24 жовтня | 22.10.2021 частина 2                                                     | 4:00:35  | 2 поміст         | Двоборство, ривок, 202 підйоми                                                                                       |
| Чемпіонат світу 2021 Будапешт, Угорщина 22 - 24 жовтня | трансляція 23.10.2021                                                    | 3:07:30  | 2 поміст         | Поштовх довгим циклом, 80 підйомів                                                                                   |
| Чемпіонат світу 2023, Резекне, Латвія, 07 - 10 грудня  | День 1 частина І                                                         | 3:25:15  | 3 поміст         | Поштовх, 120 підйомів                                                                                                |
| Чемпіонат світу 2023, Резекне, Латвія, 07 - 10 грудня  | День 1 частина II                                                        | 4:15:30  | 4 поміст         | Ривок, 205 підйомів                                                                                                  |
| Чемпіонат світу 2023, Резекне, Латвія, 07 - 10 грудня  | День 2                                                                   | 22:58:00 | 1 поміст         | Поштовх довгим циклом, 79                                                                                            |
| Чемпіонат світу 2023, Резекне, Латвія, 07 - 10 грудня  | День 3                                                                   |          |                  | |

## Галерея

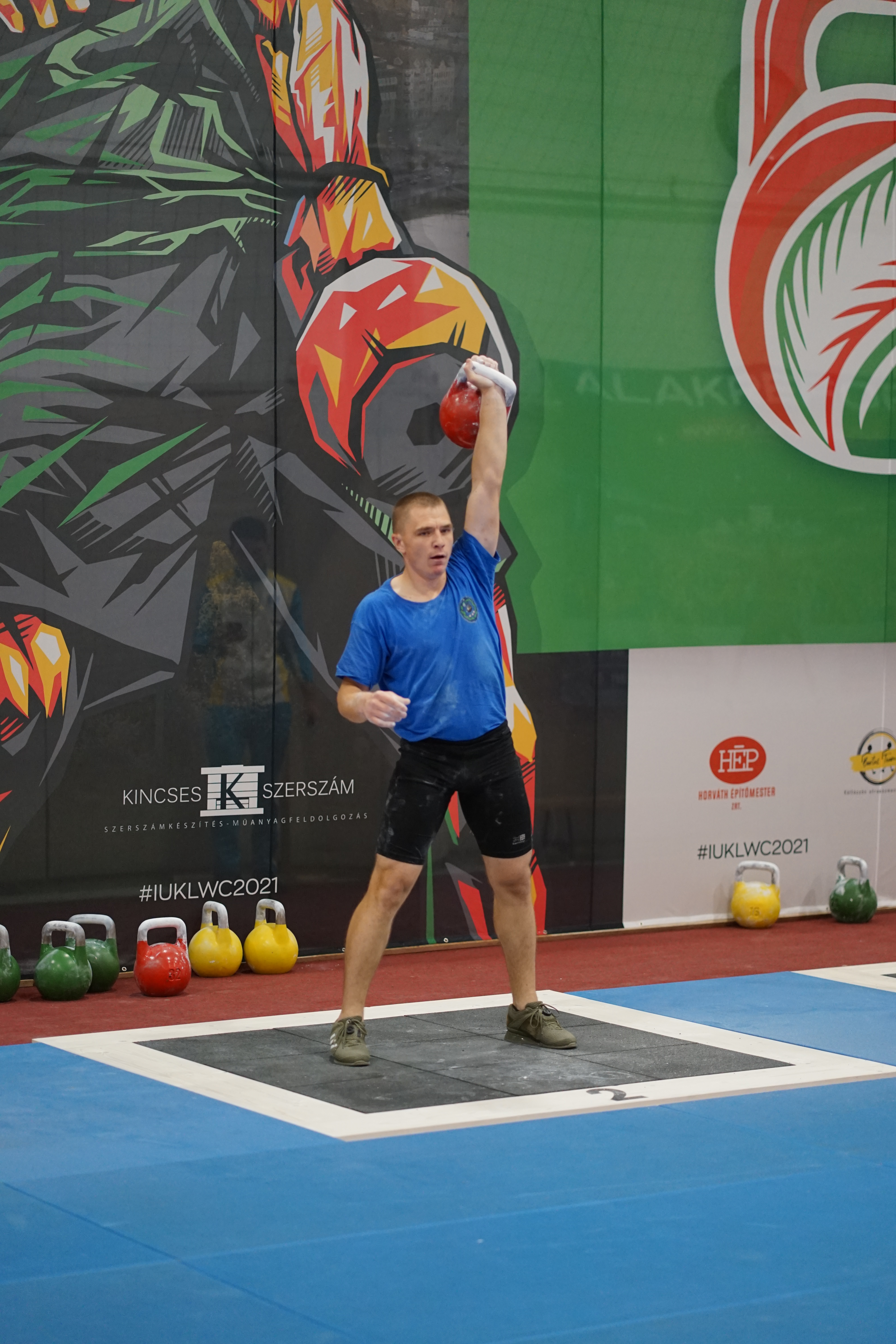
IUKL World Championship 2021, Budapest
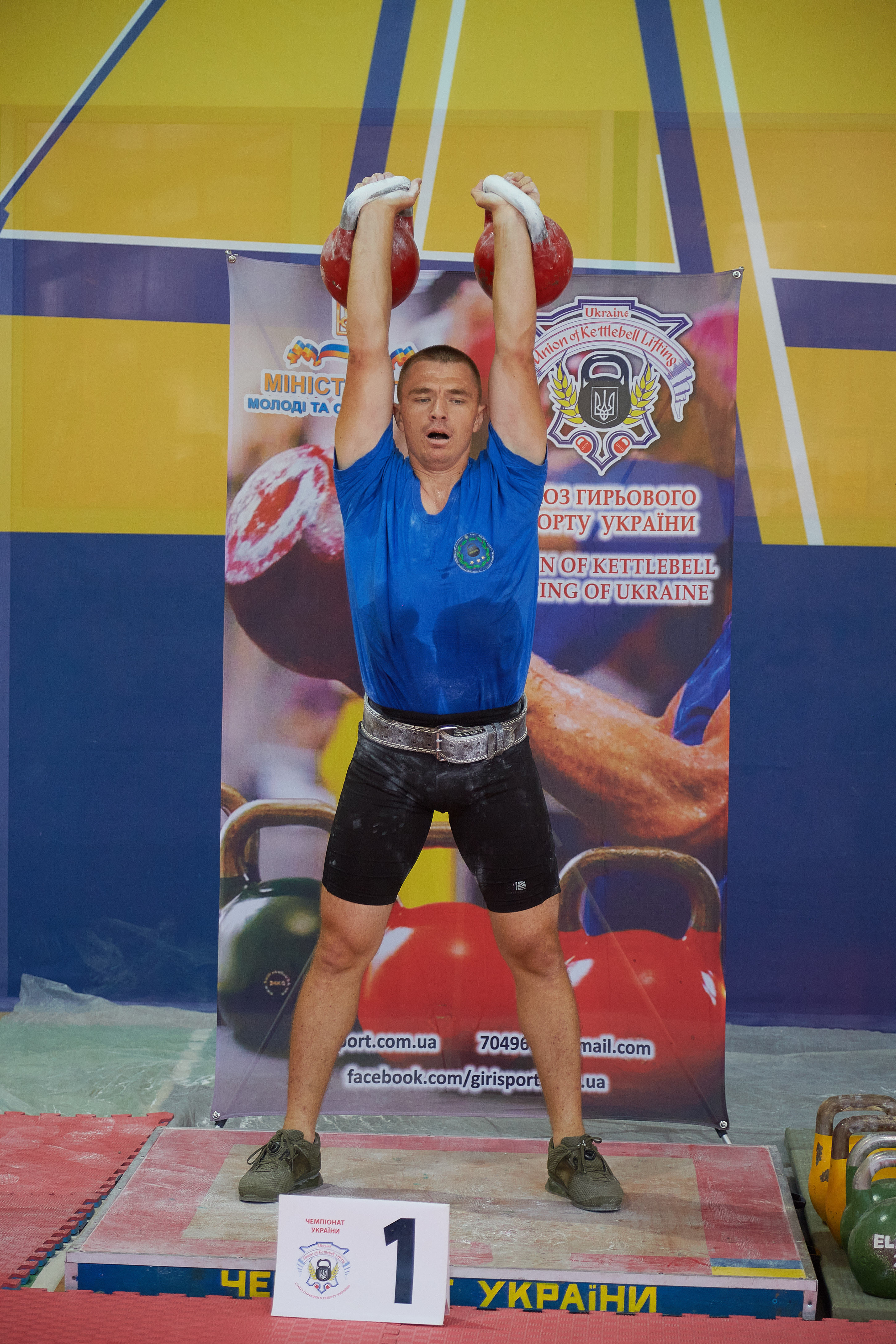
Чемпіонат України з гирьового спорту 2021-09-03 Київ, Палац Спорту
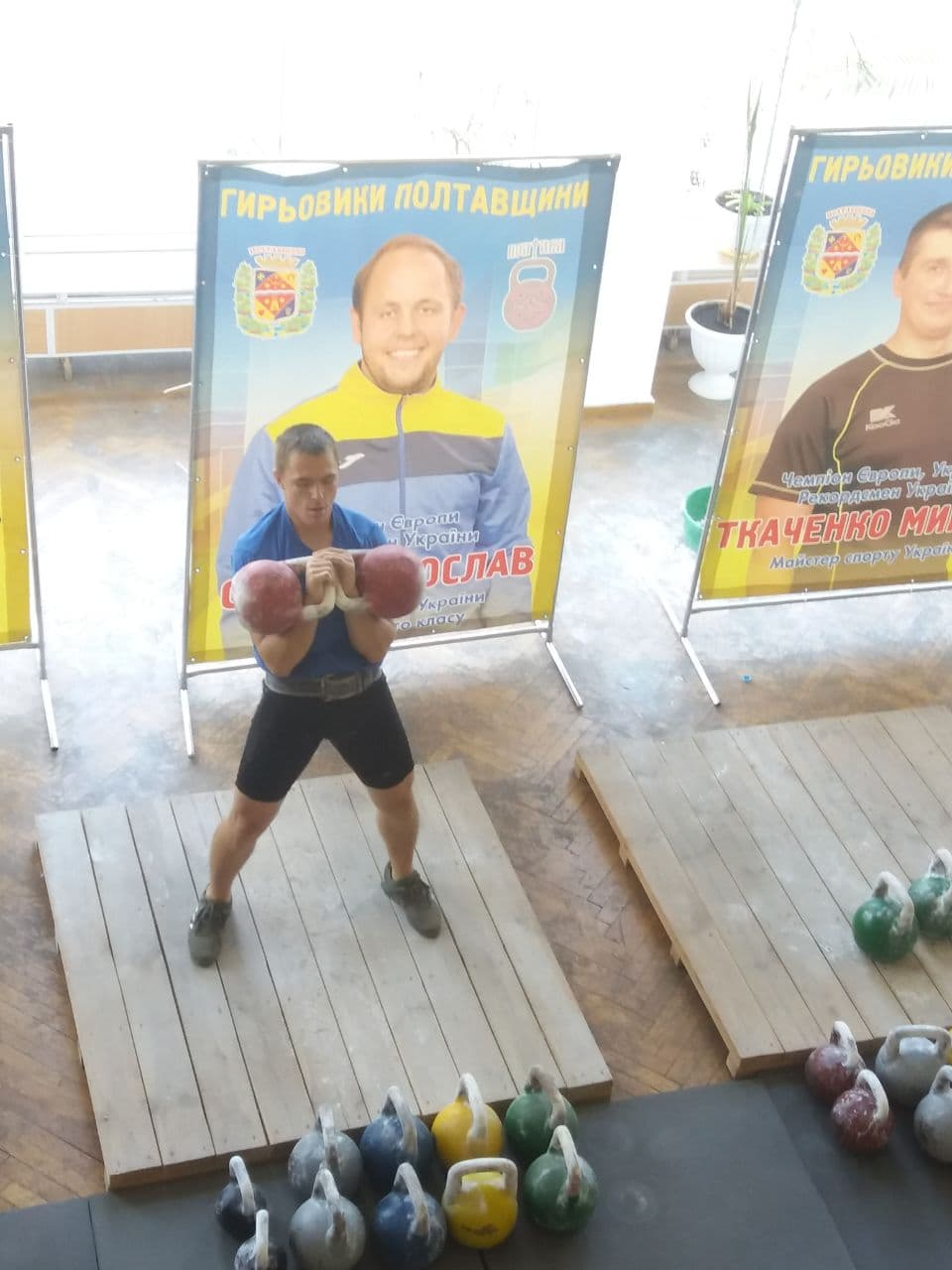
Чемпіонат Полтавської області з гирьового спорту 2021-10-03 Карлівка
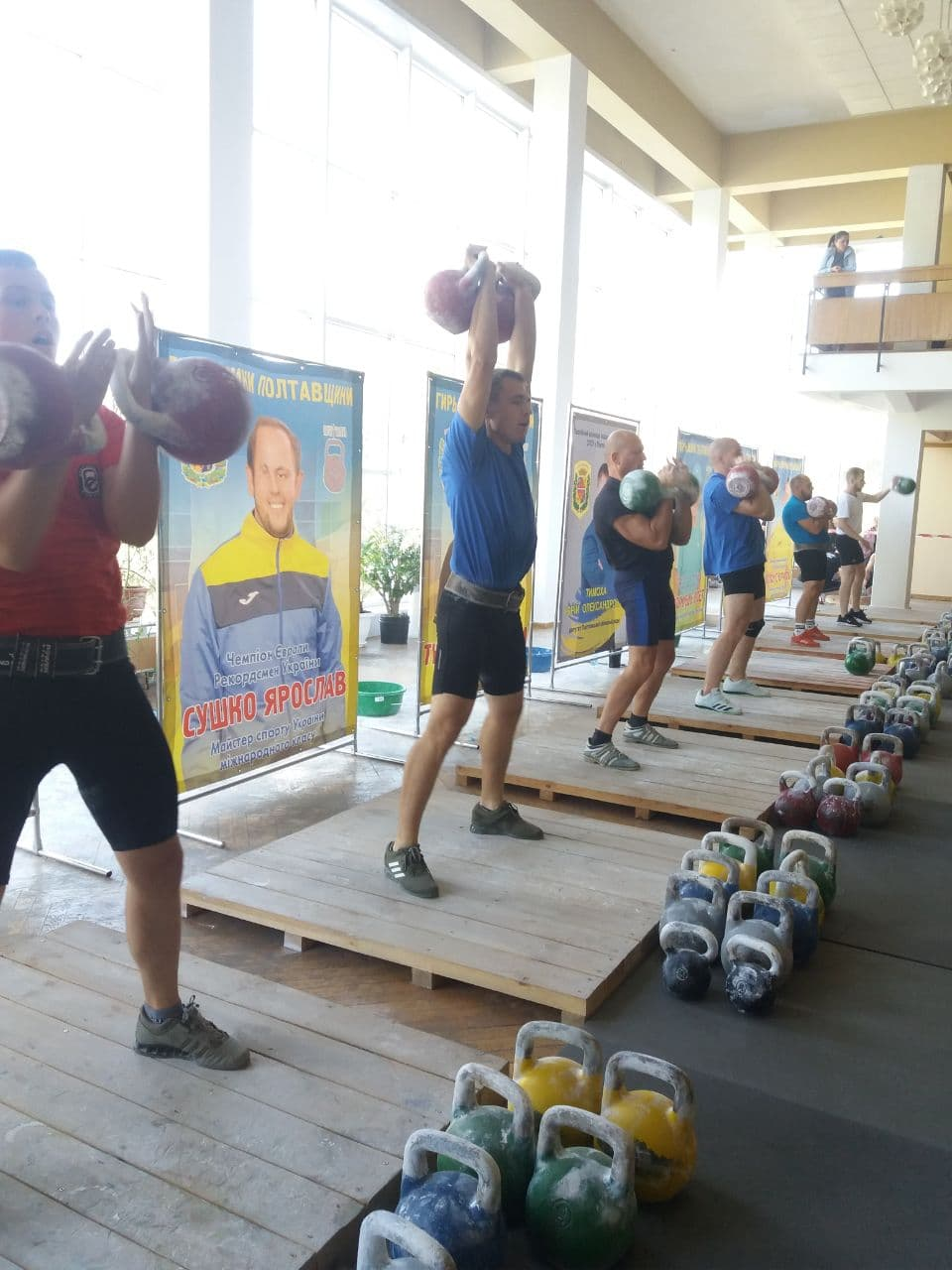
Чемпіонат Полтавської області з гирьового спорту 2021-10-03 Карлівка
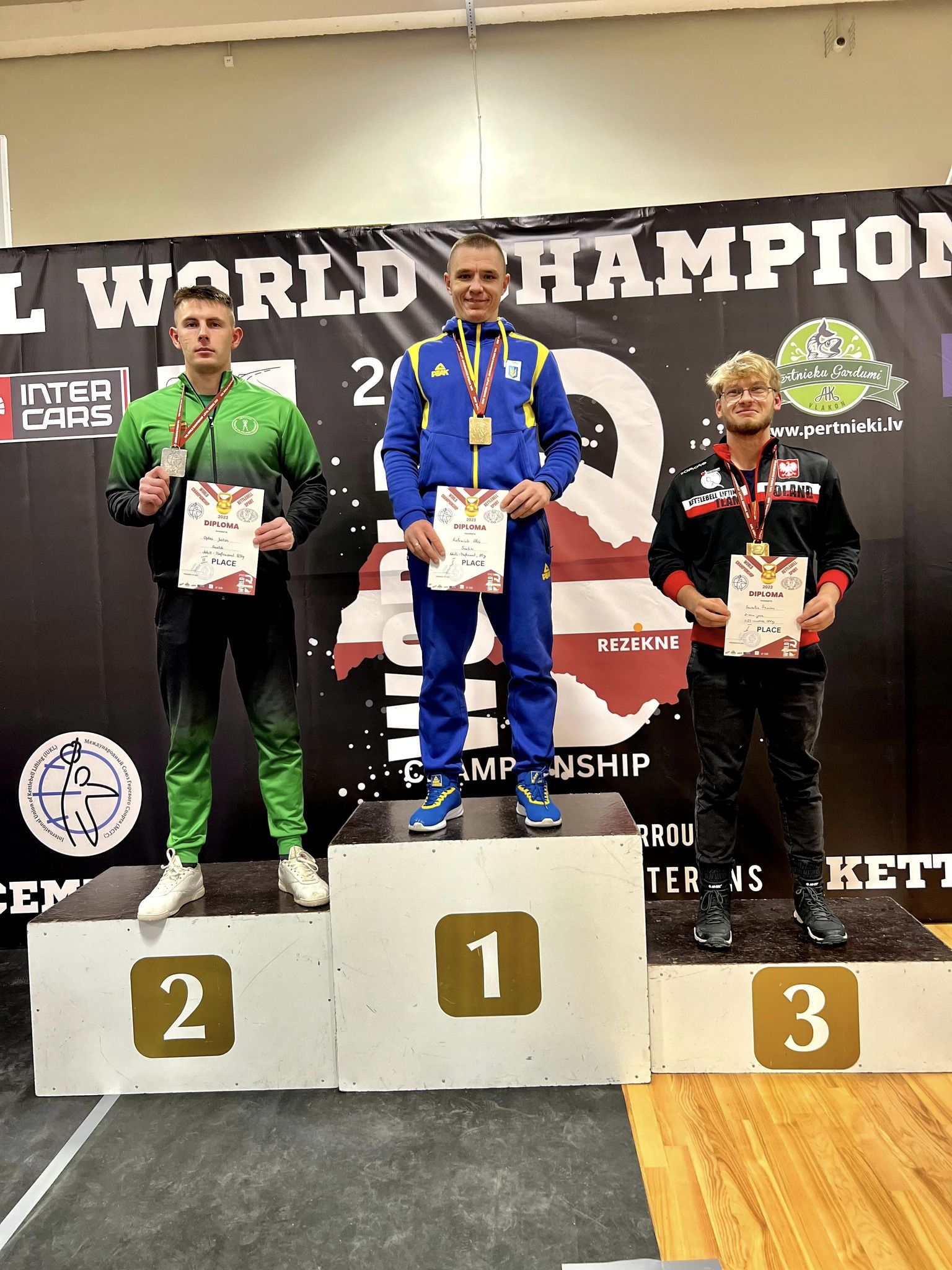
Чемпіонат світу 2023, Резекне, Латвія, 07 - 10 грудня
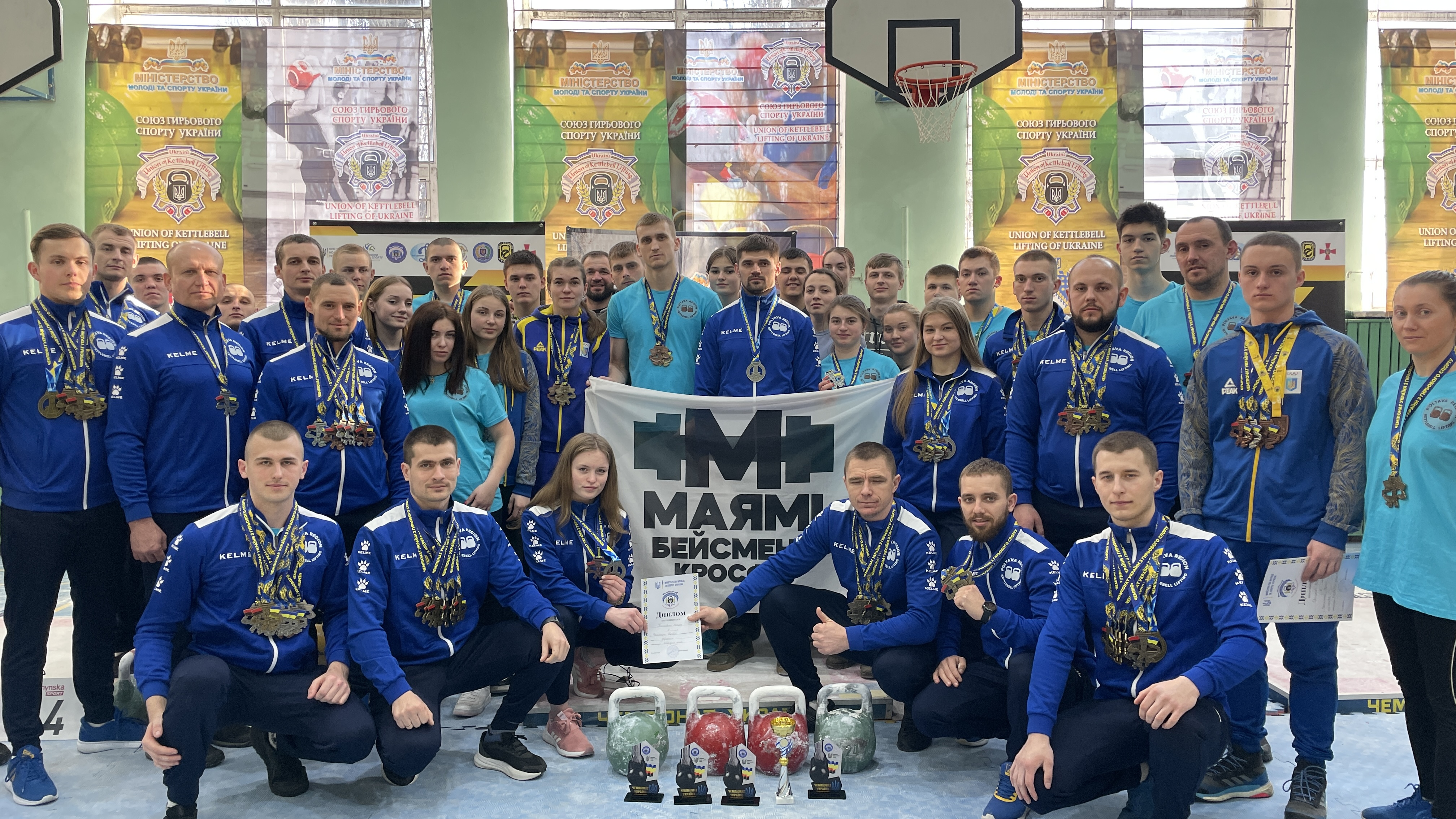
Збірна Полтавщини з гирьового спорту. Чемпіонат України 06-10.03.2024, НУБіП Київ
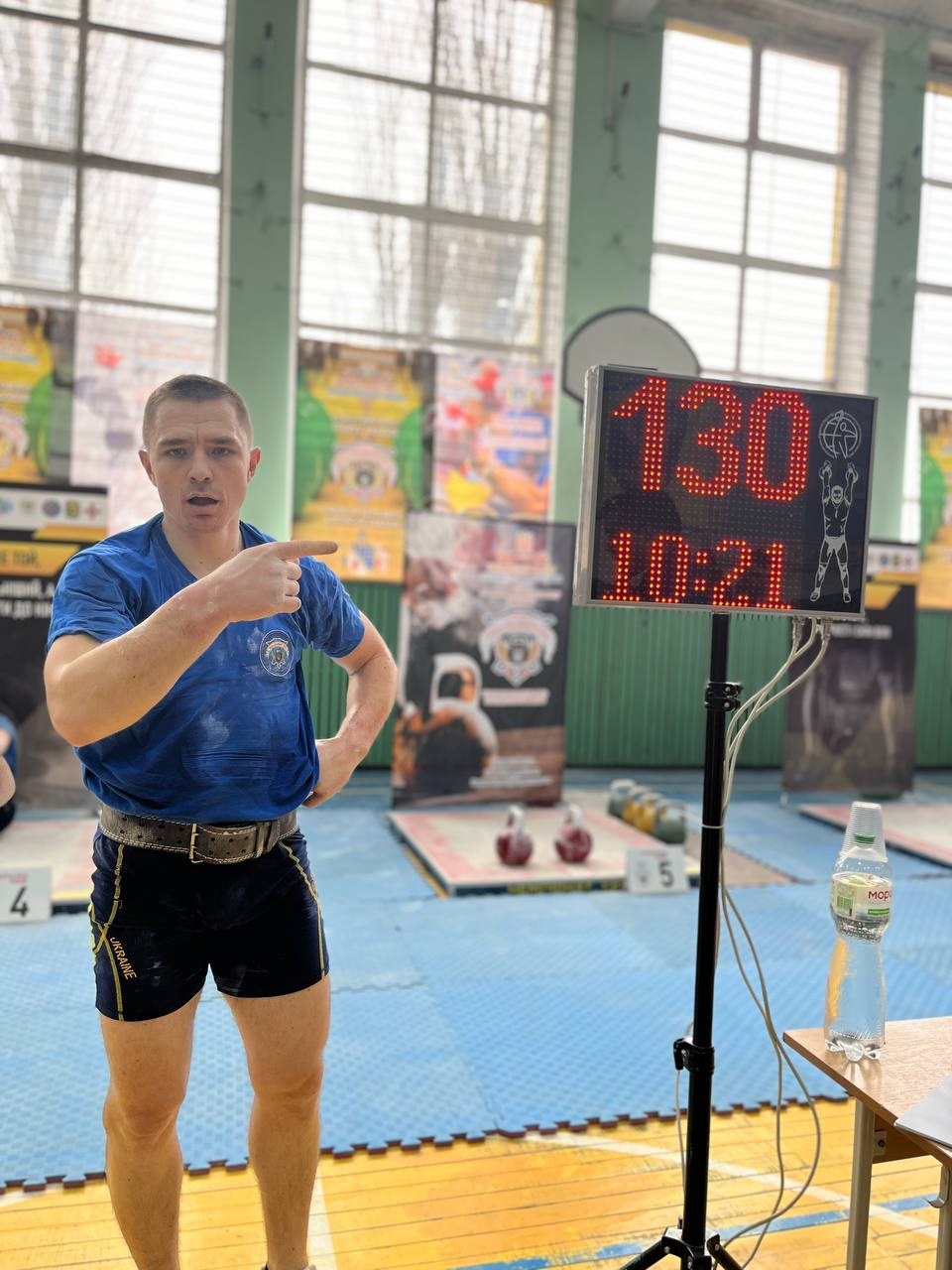
Результат у поштовху двох гирь по 32 кг. ЧУ 06-10.03.2024 Київ, НУБіП
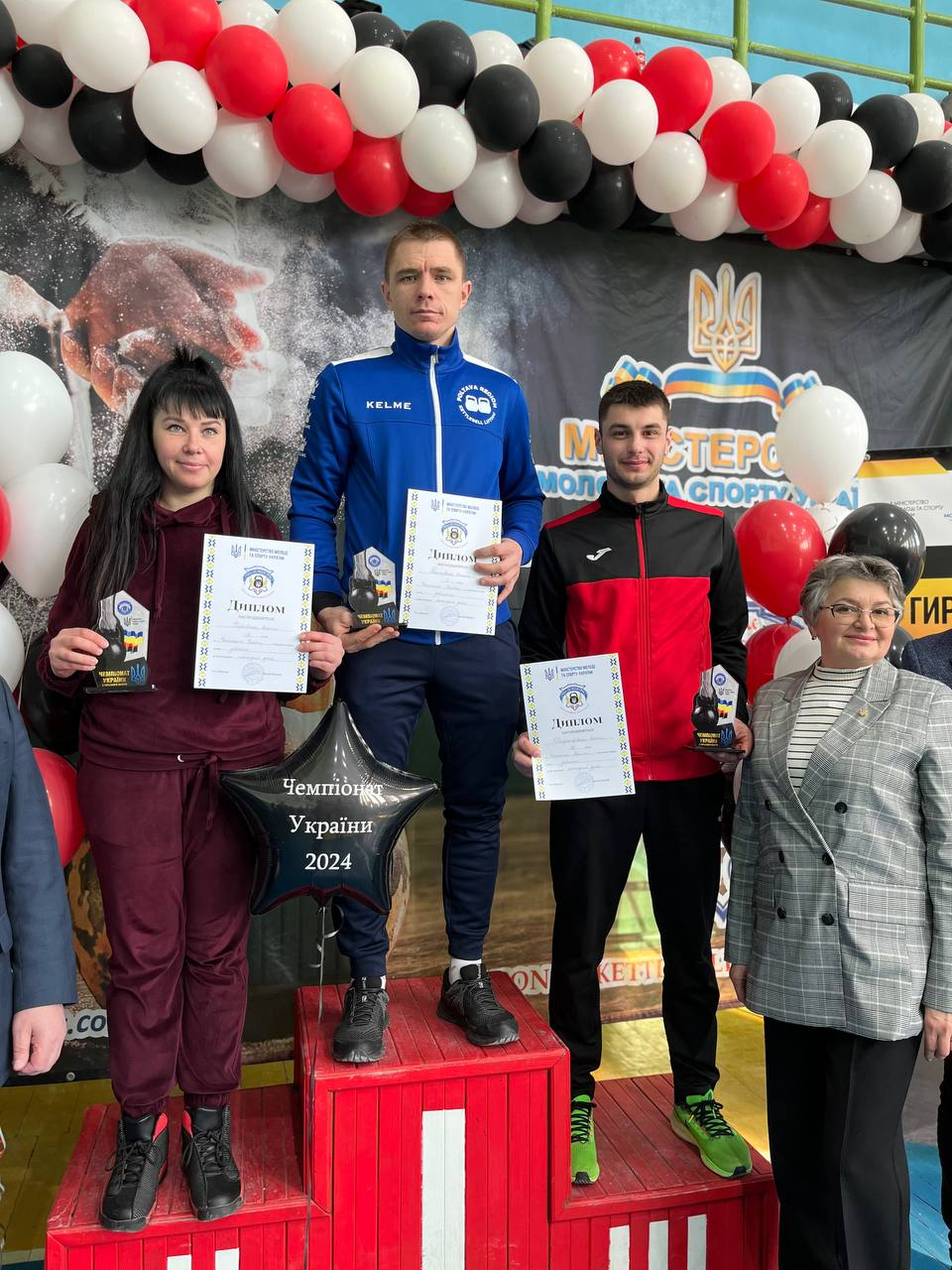
Полтавщина посіла 1 місце ЧУ 06-10.03.2024
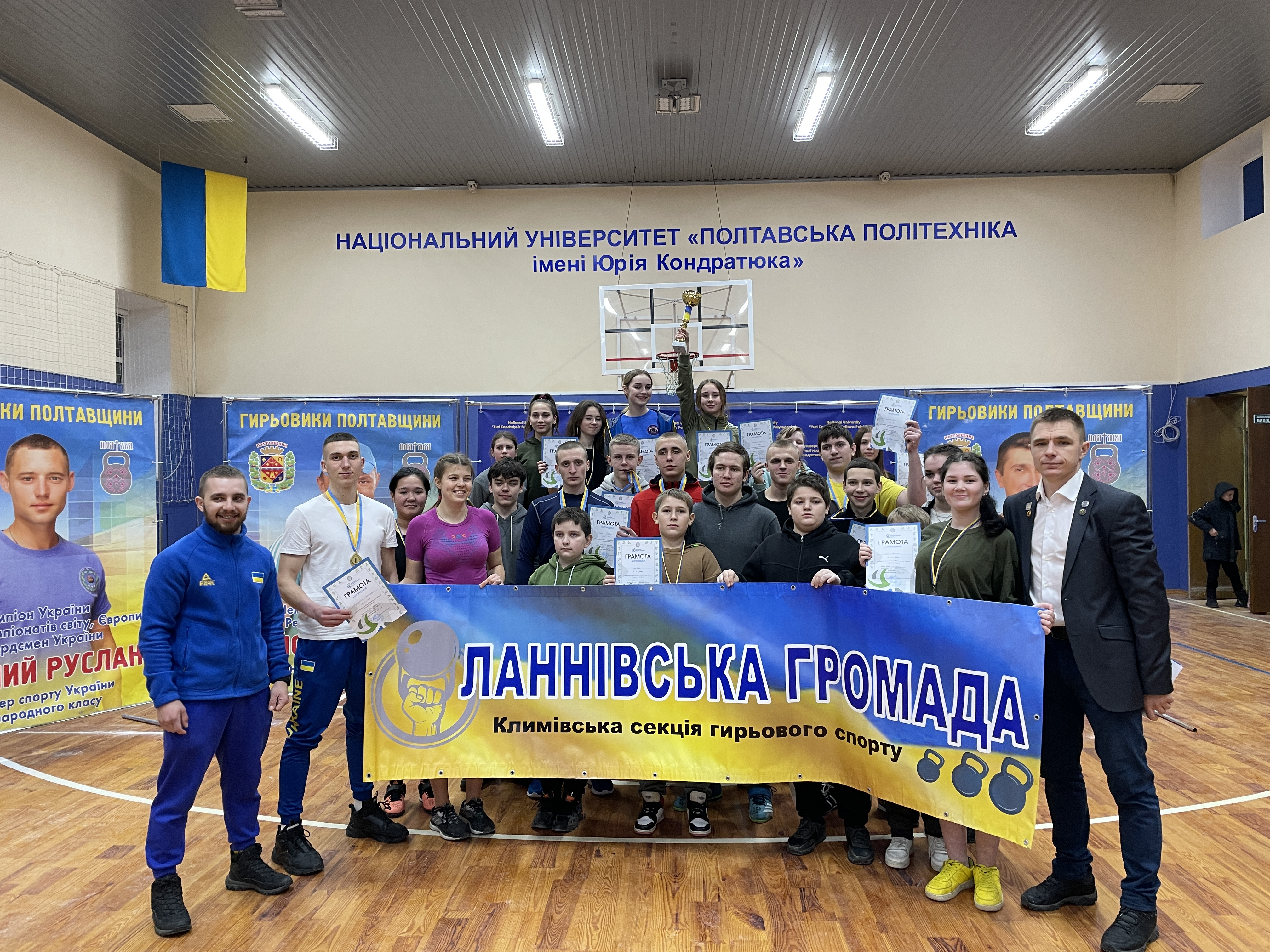
Юні гирьовики Ланівської громади Чемпіонат України 17.02.2023

## Статті на сайтах ЗМІ, установ та організацій
18.04.2013 Полтавщина Спорт: Полтавець Олег Коломієць завоював «срібло» чемпіонату світу!
02.09.2013 Полтавщина Спорт: Атлети Полтавщини завоювали 16 медалей чемпіонату країни!
24.09.2013 Полтавщина Спорт: Полтавці — володарі Кубка світу!
22.11.2013 Полтавщина Спорт: Ярослав Сушко і Олег Коломієць — призери чемпіонату світу
15.01.2014 Полтавщина Спорт: Полтавцям належать 18 рекордів України!
02.03.2015 Полтавщина Спорт: Олег Коломієць установив новий рекорд України!
11.04.2015 Полтавщина Спорт: Цей день в історії спорту Полтавщини
жовтень 2016 Спортивний комітет України: УКРАЇНСЬКІ ГИРЬОВИКИ – В ТРІЙЦІ КРАЩИХ НА ЧС-2016 [Архівовано 28 вересня 2021 у Wayback Machine.]
29.10.2016 Полтава365: Полтавець виграв чемпіонат світу з гирьового спорту! [Архівовано 28 вересня 2021 у Wayback Machine.]
05.01.2017 Полтавщина Спорт: Олег Коломієць: «Для гирьового спорту головне характер» [Архівовано 9 вересня 2021 у Wayback Machine.]
28.07.2017 Полтава365: Земляки були серед кращих на чемпіонаті Європи з гирьового спорту [Архівовано 30 вересня 2021 у Wayback Machine.]
17.11.2017 Полтавщина Спорт: Троє полтавських гирьовиків стали срібними призерами Чемпіонату Світу у двоборстві
18.12.2017 Полтавщина Спорт: Гирьовики з Полтавщини вибороли п’ятнадцять нагород на Всеукраїнському турнірі ім. І. Кожедуба
01.02.2018 Полтавщина Спорт: Полтавські гирьовики завоювали вісім медалей на турнірі в Харкові
05.07.2018 Полтава365: Полтавці завоювали "золото" на етапі Кубка світу з гирьового спорту [Архівовано 30 вересня 2021 у Wayback Machine.]
22.09.2018 Полтава365: Дев'ятеро полтавців змагатимуться на чемпіонаті світу з гирьового спорту [Архівовано 30 вересня 2021 у Wayback Machine.]
03.10.2018 Полтава365: Олег Коломієць виграв три "золота" чемпіонату України з гирьового спорту [Архівовано 9 вересня 2021 у Wayback Machine.]
16.11.2018 Полтавщина Спорт: Полтавські гирьовики завоювали шість медалей на турнірі у Переяславі
17.10.2018 Полтавщина Спорт: Полтавці завоювали 13 медалей на Чемпіонаті Світу з гирьового спорту
23.10.2018 DEPO: Полтавські спортсмени завоювали 13 медалей Чемпіонату світу з гирьового спорту (ВІДЕО) [Архівовано 23 серпня 2021 у Wayback Machine.]
09.04.2019 Полтавщина Спорт: Полтавські гирьовики завоювали п’ять медалей на всеукраїнській Динаміаді
22.04.2019 Полтавщина Спорт: Полтавські гирьовики завоювали 31 медаль на Чемпіонаті України з гирьового спорту
04.06.2019 Міністерство молоді та спорту України: Здобутки українців на чемпіонаті Європи з гирьового спорту
04.06.2019 Полтавщина Спорт: Полтавські гирьовики завоювали 11 комплектів нагород на Чемпіонаті Європи
12.11.2019 Міністерство молоді та спорту України: Українські гирьовики - другі на чемпіонаті світу серед дорослих та юніорів
12.11.2019 Карлівська міська громада: Наші гирьовики – в числі переможців Чемпіонату світу! [Архівовано 8 листопада 2021 у Wayback Machine.]
05.10.2020 Міністерство молоді та спорту України: Українці перші в командному заліку ЧЄ з гирьового спорту
08.10.2020 Голос України: Гирьовий спорт: Найсильніші в Європі. Нествед (Данія). Чемпіонат Європи. [Архівовано 24 серпня 2021 у Wayback Machine.]
25.09.2020 Полтава365: Полтавець встановив рекорд України з гирьового спорту [Архівовано 9 вересня 2021 у Wayback Machine.]
30.03.2021 Полтава365: Полтавські гирьовики стали чемпіонами України [Архівовано 23 серпня 2021 у Wayback Machine.]
07.10.2021 Полтавська ОВА: На Полтавщині відбувся чемпіонат області з гирьового спорту
25.10.2022 Полтавщина Спорт: Гирьовики з Полтавщини здобули 16 медалей на турнірі «Переяславська осінь 2022»
08.11.2022 PTV: Десять спортсменів Полтавської області здобули 11 призових місць на Кубку Європи з гирьового спорту
19.02.2023 Полтавська політехніка: У політехніці відбулися змагання Відкритого чемпіонату Полтавської області з гирьового спорту
05.03.2023 PTV: Спортсмени з Полтавської області вибороли золоті та бронзові медалі на чемпіонаті України з гирьового спорту
24.04.2023 PTV: Полтавські спортсмени здобули 33 нагороди на Чемпіонаті Європи з гирьового спорту
26.04.2023 Полтавщина Спорт: Полтавські гирьовики здобули 33 медалі на Чемпіонаті Європи
12.12.2023 PTV: Спортсмени з Полтавщини завоювали 36 нагород на Чемпіонаті світу з гирьового спорту
13.12.2023 Полтавщина Спорт: Гирьовики з Полтавщини здобули 36 золотих медалей на Чемпіонаті Світу
19.12.2023 PTV: Збірна Полтавщини посіла перше місце на всеукраїнських змаганнях з гирьового спорту
06.03.2024 PTV: Спортсмени з Полтавщини представлялимуть Україну на Чемпіонаті Європи з гирьового спорту

23.04.2024 PTV: Троє спортсменів із Полтавщини стали майстрами спорту міжнародного класу